# 柳澤寿男
栁澤 寿男（やなぎさわ としお、1971年8月23日 - ）は、日本の音楽家・指揮者。
コソボ紛争後、国連コソボ暫定行政ミッション（UNMIK）下でコソボフィルハーモニー交響楽団 の首席指揮者に就任。また、バルカン半島（特に旧ユーゴスラヴィア）の民族共栄を願ってバルカン室内管弦楽団を設立し、旧ユーゴスラヴィアを中心に活動を続ける。

## 人物・来歴
長野県下諏訪町出身（出生地は同県塩尻市）。長野県諏訪清陵高等学校卒業。国立音楽大学器楽科トロンボーン専攻卒業。1996年2月26日、ウィーン旅行中にウィーンフィルハーモニー管弦楽団でR.シュトラウス「アルプス交響曲」を指揮する小澤征爾氏に強く感動し指揮者を志す。佐渡裕、大野和士に弟子入りし研鑽を積む。
1999年に渡仏。パリ・エコール・ノルマル音楽院オーケストラ指揮科に学ぶ。2000年東京国際音楽コンクール指揮部門で第2位を受賞。2001年3月に大阪フィルハーモニー交響楽団を指揮してデビュー。2003年にはスイス・ヴェルビエ音楽祭指揮マスタークラス・オーディションに合格し、ジェームズ・レヴァイン、クルト・マズアに師事。
デビュー以降、札幌交響楽団、仙台フィルハーモニー管弦楽団、群馬交響楽団、新日本フィルハーモニー交響楽団、日本フィルハーモニー交響楽団、東京フィルハーモニー交響楽団、東京交響楽団、東京都交響楽団、東京シティ・フィルハーモニック管弦楽団、新星日本交響楽団、オーケストラ・アンサンブル金沢、名古屋フィルハーモニー交響楽団、京都市交響楽団、大阪フィルハーモニー交響楽団、関西フィルハーモニー交響楽団、日本センチュリー交響楽団、大阪交響楽団、兵庫県芸術文化センター管弦楽団、九州交響楽団、などに客演を果たしている。2020年4月、京都フィルハーモニー室内合奏団ミュージックパートナーに就任。
2004年、マケドニア旧ユーゴスラヴィア国立歌劇場で客演指揮した歌劇「トスカ」の成功をきっかけに、2005年－2007年、同歌劇場の首席指揮者に就任。2007年には、99年のNATO（北大西洋条約機構）軍の空爆以降、国連コソボ暫定行政ミッション（UNMIK）下にあったコソボフィルハーモニー交響楽団 に客演。ローマ条約50周年記念コンサートでベートーヴェン交響曲第7番を指揮し、そのまま同交響楽団常任指揮者に就任した（2009年、首席指揮者に昇任）。
紛争後混乱期の日本人指揮者の客演はTBSテレビ「筑紫哲也NEWS23」で採り上げられ、以降多くの日本のメディアが活動を伝えるようになる。
2007年、バルカン半島（特に旧ユーゴスラヴィア）の民族共栄を願ってバルカン室内管弦楽団を設立し音楽監督を務めている。
停電や断水の続くコソボで、ろうそくの明かりを頼りに楽譜を読むなど生活は不自由なもので、2011年11月には現地で盲腸にかかり、医師から12時間以内に手術が必要であると告げられるが、医療水準の低さ、充分でない医療器材、古い薬品類への不安から、瀕死の状態で自力でドイツのデュッセルドルフに移動し25時間も過ぎて手術を受け九死に一生を得たと自身の著書の中で語っている。
コソボと対立関係にあったセルビアのオーケストラへは日本人指揮者といえども指揮台に立つことは難しいとされていたが、2012年、在セルビア・モンテネグロ日本国特命全権大使の大きなサポートによりセルビア国立放送交響楽団への客演が実現。またベオグラード国立歌劇場での歌劇「ラ・ボエーム」への客演も果たしている。同年、ベオグラード・シンフォニエッタ名誉首席指揮者に就任。また2013年には、セルビア南部のニーシュ交響楽団首席客演指揮者に就任（2013-2016年）し、コソボフィルハーモニー交響楽団、バルカン室内管弦楽団と兼任している。
2019年9月13日、来日中のコソボのサチ大統領との会見のなかで、天皇が栁澤寿男のコソボでの活動に言及。11月、同大統領より、芸術・文化の分野において、長年に渡りコソボフィルハーモニーをリードし、コソボのクラシック音楽界をサポートしたこと、同楽団への日本政府文化無償援助（楽器）実現への尽力、バルカン室内管弦楽団を通したコラボレーション・地域和平への手助けを理由として「大統領勲章（文化功労賞）」を叙勲される。
そのほかサラエボフィルハーモニー交響楽団、アルバニア国立放送交響楽団、プラハ交響楽団、フラデツ・クラロヴェ交響楽団、西ボヘミア交響楽団、イスタンブール国立歌劇場、サンクトペテルブルク交響楽団などに客演し、旧ユーゴスラヴィアを拠点に活動している。
2015年より、東日本大震災復興支援のひとつとして音楽監督坂本龍一氏による東北ユースオーケストラの指揮者を務めている。また同年より、日本の音楽シーンをリードするポップミュージシャンとフルオーケストラによる融合プロジェクト、ビルボードクラシックスPREMIUM SYMPHONIC CONCERTの指揮者を務め、玉置浩二 、八神純子、石井竜也、渡辺美里、May.J、杏里、平原綾香、中島美嘉、小柳ゆき、藤井フミヤ、タケカワユキヒデ、佐藤竹善、尾崎裕哉、石崎ひゅーい、NOKKO、大黒摩季、工藤静香等と共演。
2020年12月31日放送「第71回NHK紅白歌合戦」において、玉置浩二作曲「田園」のオーケストラ指揮を担当。
2021年現在、バルカン室内管弦楽団音楽監督、コソボフィルハーモニー交響楽団首席指揮者、ベオグラード・シンフォニエッタ名誉首席指揮者、東北ユースオーケストラ指揮者、京都フィルハーモニー室内合奏団ミュージックパートナー。

## バルカン室内管弦楽団との活動
旧ユーゴスラヴィア崩壊後、紛争によりばらばらになった各民族間の交流の架け橋として、また、バルカン半島（特に旧ユーゴスラヴィア）の民族共栄を願って2007年、コソボ北部のミトロヴィッツァにバルカン室内管弦楽団を設立。同年、ニューズウィーク日本版「世界が尊敬する日本人100」に選出。実際は2006年にマケドニアにて設立されたが参加者が思うように集まらず、マケドニア人のみの編成でスコピエ夏音楽祭に参加している。しかしバルカン室内管弦楽団の名前は音楽祭主催者によってインターナショナル・オーケストラと変えられてプログラムに記載されている。
2009年5月、ミトロヴィッツァにて、セルビア人、アルバニア人、マケドニア人を楽団員にコンサートを開催。UNDPのコソボにおける開発計画を中心に行われたコンサートは、セキュリティー維持のため数日前までコンサート告知ができなかったり、プログラムへ記載するいくつかの言語に優劣がつかないよう配慮したり、リハーサルおよびコンサートに警察の警備が必要であったりと開催自体が困難を極めたが、UNDPのミトロヴィツァを対象とした特定地域対象プログラム、UNKT（国連コソボチーム）、KFOR（国際安全保障部隊）、コソボ警察などの協力を得て、約20年ぶりとなる民族間交流のハーモニーを実現した。このコンサートの様子はBSジャパン（テレビ東京系）「戦場に音楽の架け橋を〜指揮者柳澤寿男コソボの挑戦」(第6回日本放送文化大賞グランプリ受賞)で放送され、日本国内でも話題となった。このことは日本の高等学校検定教科書「世界史A」（実教出版）に小コラムとしてとりあげられた。
2010年9月には、ニューヨークでの国連総会に付随するイベント「バルカン・リーダーズ・サミット」に招かれ、バルカン各国の大統領、首相を前に演奏を披露した。
2011年11月、アルバニア共和国ティラナにて、UNDP（国連開発計画）アルバニアとともに教育を受けないロマ民族とのコンサートを開催。楽譜を読めないロマ民族とのコンサートは、アドリブで演奏するロマ民族にバルカン室内管弦楽団がほぼ即興で伴奏をつけながら演奏するというものだった。ロマ以外の社会と接点が少ないロマが音楽を介して外の社会との新しい交流を生み、また演奏前には「夢はありません」と語っていたロマの奏者がコンサート後には「できることならもっと音楽を学び、バルカン室内管弦楽団で一緒に演奏することが夢になった」とコメントするコンサートとなった。
2009年、2012年には来日コンサートを果たし、2009年には女優の星野知子が、2012年には俳優の辰巳琢郎が司会を務めている。
柳澤寿男とバルカン室内管弦楽団は、第一次世界大戦のきっかけとなったサラエボ事件から100年のイベントとして、2014年にサラエボでの開催を目指した「世界平和コンサートへの道」プロジェクトを立ち上げた。

## 賞歴
- 2000年 東京国際音楽コンクール - 指揮部門第2位
- 2011年 信濃毎日新聞社 - 信毎選賞
- 2019年 コソボ大統領勲章（文化功労賞）
- 2024年 令和6年度 日本国外務大臣表彰

## メディアへの出演

### テレビ
- 「筑紫哲也 NEWS23〜金曜深夜便」(2007年6月、TBSテレビ)
- 「地球アゴラ」(2008年4月、NHK BS1テレビ、NHK総合テレビ)
- 「きょうの世界〜独立コソボのいま」(2008年7月、NHK BS1テレビ)
- 「イブニング信州〜きらり旬の人」(2008年10月、NHK総合テレビ)
- 「戦場に音楽の架け橋を〜指揮者柳澤寿男コソボの挑戦」(2009年6月、BSジャパン)
第6回日本放送文化大賞グランプリ受賞作
- NHK World 「NEWSLINE 〜Creating Harmony in Kosovo」(2009年7月、NHK国際放送局)
- 「NHKニュースおはよう日本〜和解へのハーモニー」(2009年11月、NHK総合テレビ)
- 「BS特集〜和解へのハーモニー」(2010年1月、NHK BS1テレビ)
- 「BS特集〜響け内戦の記憶をこえて」(2010年7月、NHK BSテレビ)
- 「SBCニュースワイド〜故郷で振る平和へのタクト」(2010年7月、信越放送)
- 「SBCニュースワイド〜故郷に響く平和への祈り」(2010年7月、信越放送)
- 「SBCスペシャル〜LOTTAPACE」(2010年7月、8月、信越放送)
- 「JNNニュース」(2010年9月、TBSテレビ)
- 「サンデースコープ」(2010年9月、BS TBSテレビ)
- 「報道の魂〜LOTTAPACE」(2010年12月、TBSテレビ)
- 「JNNルポルタージュ〜LOTTAPACE」(2010年12月、BS TBSテレビ)
- 「JNNルポルタージュ〜LOTTAPACE」(2010年12月、信越放送)
- 「戦場に音楽の架け橋を〜指揮者柳澤寿男コソボの挑戦」(2010年12月、BSジャパン)
- 「戦場に音楽の架け橋を〜指揮者柳澤寿男コソボの挑戦」(2009年6月、テレビ東京)
- 「イブニング信州〜きらり旬の人」(2011年6月、NHK総合テレビ)
- 「分断された音楽の架け橋〜指揮者柳澤寿男1530日の闘い」(2012年7月、BSジャパン)
- 「分断された音楽の架け橋〜指揮者柳澤寿男1530日の闘い」(2012年9月、BSジャパン)
- 「NHKニュースおはよう日本」(2012年10月、NHK総合テレビ)
- 「NEWSLINE」(2012年10月、NHK国際放送局)
- 「地球テレビ エル・ムンド」(2012年10月、NHK BS1テレビ)
- 「SBCスペシャル〜夕焼けの向こうに・指揮者柳澤寿男の挑戦」(2012年10月、信越放送)
- 「地球テレビ エル・ムンド〜ベストセレクション」(2012年12月、NHK BS1テレビ)
- 「分断された音楽の架け橋〜指揮者柳澤寿男1530日の闘い」(2013年1月、BSジャパン)
- 「視点・論点」(2013年4月、NHK総合テレビ、NHK 教育テレビ)
- 「世界ナゼそこに?日本人 〜知られざる波瀾万丈伝〜」（2013年9月23日、テレビ東京）
- 「SWITCHインタビュー 達人達（たち）石井竜也×柳澤寿男」（2017年12月2日、Eテレ）
- 「NHK紅白歌合戦　玉置浩二氏と共演」（2020年12月31日、NHK）
- 「SONGS～密着！大泉洋紅白歌合戦SP（2021年1月23日 NHK総合テレビ）

### ラジオ
- 「ラジオ深夜便〜平和への祈りを込めて」(2007年12月、NHKラジオ第一放送)
- 「久米宏ラジオなんですけど」(2008年2月、TBSラジオ放送)
- 「NHKジャーナル〜平和を祈る情熱のタクト」(2008年8月、NHKラジオ第一放送)
- 「ラジオあさいちばん」(2009年1月、NHKラジオ第一放送)
- 「久米宏ラジオなんですけど」(2009年6月、TBSラジオ放送)
- 「地球ラジオ」(2009年7月、NHKラジオ第一放送)
- 「時の話題」(2009年9月、NHKラジオ第一放送)
- 「ラジオ深夜便〜日本の明日 私の提言」(2010年10月、NHKラジオ第一放送)
- 「龍角散 Presents のどの窓」（2020年6月TBSラジオ）
- ラジオ日本「細川珠生のモーニングトーク」 2020年8月15日(土) 07:05

### 雑誌
- 「ニューズウィーク日本版〜世界が尊敬する日本人100」阪急コミュニケーションズ (2007年10月17日号)
- 「週刊新潮〜アーツ」新潮社 (2007年11月15日号)
- 「AERA〜人生」朝日新聞出版 (2008年3月17日号)
- 「FRIDAY〜民族融和のタクトを振る日本人指揮者柳澤寿男の情熱」講談社 (2009年7月3日号)
- 「文藝春秋〜巻頭随筆」文藝春秋 (2009年8月号)
- 「第三文明〜Human Stage」第三文明社 (2010年2月号)
- 「MISTY〜対談 下ヨシ子×柳澤寿男」実業之日本社 (2010年10月号)
- 「クロワッサン〜あなたに伝えたい」ハウスマガジン (2012年10月10日号)
- 「AERA〜音楽」朝日新聞出版 (2012年10月29日号)

## 著書
- 『戦場のタクト〜戦地で生まれた、奇跡の管弦楽団』 実業之日本社、2012年、ISBN 978-4-408-10916-9
- 『バルカンから響け！歓喜の歌』晋遊舎、2015年6月24日